# SEREB
SEREB（弾道ミサイル研究開発協会、フランス語: Société pour l'étude et la réalisation d'engins balistiques）は弾道ミサイルを開発する目的で設立されたフランスの政府公社。1959年7月17日(または1959年9月17日)に設立された。
フランスの核抑止力の一環としてシャルル・ド・ゴールは生産を伴わず、航空宇宙産業や電子産業と競合しない計画を管理する新たな機関を設立した。ド・ゴールは海外技術から独立した状態での潜水艦搭載型の核ミサイルなどの核兵器運搬手段を欲しており、これらの目的を開発するために1959年9月17日にSEREBを設立した。
予算は国家予算と民間資本の双方から拠出された。出資者としてはノール・アビアシオン、シュド・アビアシオン、スネクマ、ONERA、マルセル・ダッソー、マトラ、SEPRなどや、軍側として原子力・代替エネルギー庁とフランス国防省装備庁が席を連ねた。SEREBの局長にはシャルル・クリストフィーニが就任した。
設立1年後、SEREBはノール・アビアシオンとシュド・アビアシオンと共同で基本的弾道学研究(Études balistiques de base、EBB)を開始、これは宝石(Pierres Précieuses、ピエール・プレシューズ)計画とも呼ばれた。宝石計画に沿ってアゲート、トパーズ、エムロード、リュビ、サフィールなどのロケットが開発され、衛星打ち上げの技術を構築して行った。
協会は最終的にディアマンロケットを開発し、ディアマンロケットは1965年11月26日にアルジェリアのアマギール発射場からフランス初の打ち上げ機として人工衛星アステリックスを軌道に投入した。
1970年1月1日にSEREBはシュド・アビアシオンとノール・アビアシオンと合併し、国立航空宇宙産業協会(SNIAS)になり、アエロスパシアルへの改名を経てエアバス・グループとなった。